# Глинский, Николай Сергеевич
Николай Сергеевич Глинский (1858 — ?) — русский военачальник, генерал-лейтенант (с 1910). Участник военных действий в Китае 1900—1901 гг., русско-японской 1904—1905 гг., Первой мировой войны. Брат Александра Сергеевича Глинского.

## Биография
Уроженец Черниговской губерни. Общее образование получил в Полоцкой военной гимназии. В службу вступил 11.08.1875. Окончил 1-е военное Павловское училище (1877). Михайловское артиллерийское училище (1878)
Служил в артиллерийской бригаде в чине подпоручика, а затем поручика. После окончания Академии Генерального штаба (1885?) в чине капитана служил в разных должностях, преимущественно — старшего адъютанта. Будучи произведён в полковники, был начальником штабов: 33-й пехотной дивизии (1898—1901), тыла Маньчжурской армии (1905—1906), Варшавского укрепленного района (1906—1910), Туркестанского военного округа (1910—1913). Отбыл цензовое командование ротой (1887—1888), батальоном (1897) и бригадой (1908).
Генерал-майор (ст. 6.12.1903), генерал-лейтенант (ст. 4.06.1910)
Начальник 14-й пехотной дивизии (1913-27.03.1915). С 16 мая 1918 года служил в украинской армии, числился 21 ноября 1918 года в Общем списке офицеров генштаба Украинской державы (генеральный значковый). Включён в дополнительный список Генштаба РККА от 1 января 1919 года (составлен Нарковоеном Украины). В списке Генштаба РККА от 07.08.1920 не значился.

## Награды
- Орден Святого Станислава 3-й степени (1887)
- Орден Святой Анны 3-й степени (1891)
- Орден Святого Станислава 2-й степени (1898)
- Орден Святой Анны 2-й степени с мечами (1901)
- Орден Святого Владимира 3-й степени с мечами (1903)
- Орден Святого Владимира 4-й степени (1904)
- Орден Святого Станислава 1-й степени с мечами (ВП 26.11.1904)
- Орден Святой Анны 1-й степени с мечами (1905)
- Орден Святого Владимира 2-й степени (1907)
- Орден Белого Орла (06.12.1912) с мечами (1914)
- Георгиевское оружие (ВП 22.04.1915)